# Alain Bernard
Alain Bernard (født 1. maj 1983 i Aubagne) er en fransk tidligere svømmer, der igennem 2000'erne vandt adskillige guldmedaljer i både OL- og VM-sammenhæng. Han satte desuden gennem karrieren flere verdensrekorder i forskellige discipliner.

## Svømmekarriere
Bernard brød igennem i 2007, hvor han satte fransk rekord i 100 m fri, hvilket han fulgte op med at vinde EM i samme disciplin senere samme år. Ved EM i foråret 2008 satte han sin første verdensrekord og  blev mester i både 50 og 100 m fri.
Ved OL 2008 i Beijing var han derfor blandt favoritterne, og han stillede først op i 4×100 m fri. Frankrig vandt det ene indledende heat (uden Bernard), og finalen blev det snart en kamp mellem de to heatvindere, Frankrig og USA. Efter tredje tur førte franskmændene med et halv sekund, og med Bernard som sidste mand så det ud til at blive fransk guld. Imidlertid svømmede amerikanske Jason Lezak sit livs løb og førte amerikanerne til guldet, mindre end en tiendedel foran Bernard og Frankrig, der måtte nøjes med sølv, mens Australien fik bronze. Ud over Bernard bestod det franske hold af Amaury Leveaux, Fabien Gilot, Fréd Bousquet, Grégory Mallet og Boris Steimetz. Bernards næste disciplin var det individuelle 100 m fri svømning, og her satte han tingene på plads. Han sejrede i både sit indledende heat og sin semifinale og satte verdensrekord i sidstnævnte med 47,20 sekunder, hvilket dog australske Eamon Sullivan forbedrede til 47,05 sekunder i sin semifinale. Finalen blev derpå en tæt kamp mellem Bernard og Sullivan, der lå side om side det meste af vejen. Mod slutningen havde franskmanden dog lidt flere kræfter og trak fra på de sidste 20 meter, så han kunne sikre sig guldet i tiden 47,21 sekunder, mens Sullivan fik sølv med 47,32 sekunderm, og Lezak samt brasilianske César Cielo Filho delte bronzen i 47,67 sekunder. Endelig stillede Bernard op i 50 m fri, hvor han med en andenplads i indledende heat og sejr i sin semifinale igen var blandt favoritterne i finalen, mens Sullivan var verdensrekordholder. I finalen nåede ingen af disse to højderne fra 100 m, og i stedet fik Cielo Filho guldet med 21,30 sekunder, mens franske Leveaux fik sølv i 21,45 og Bernard bronze i 21,49 sekunder.
Senere samme år forbedrede han verdensrekorden i 100 m fri på kortbane, da han svømmede i 45,69 sekunder ved de franske mesterskaber. På langbane gentog han kunststykket i foråret 2000, da han svømmede 46,94 sekunder. Han blev europamester på 100 m fri i 2010 og var med til at blive verdensmester i 4×100 m fri på kortbane samme år. Han var med til at sikre Frankrig europamesterskabet i samme disciplin i 2012, mens han ved OL 2012 i London kun stillede op i 4×100 m fri, hvor franskmændene havde revanche til gode fra legene i Beijing. Med Bernard vandt Frankrig sit indledende heat, men han var ikke med i finalen, hvor hans holdkammerater svømmede noget hurtigere og sikrede sig guldet foran USA med legenden Michael Phelps, mens Rusland fik bronze. Ud over Bernard bestod det franske hold af Leveaux, Gilot, Clément Lefert, Yannick Agnel og Jérémy Stravius.
Efter OL indstillede han sin karriere i en alder af 29 år.

## Senere karriere
Bernard er fortsat tilknyttet svømmesporten som ambassadør for sporten og som teknisk rådgiver til det franske AquaSphere, der laver udstyr til svømning.